# Петров, Георгий Александрович
Георгий Александрович Петров (1904—1939) — начальник 1-го специального отдела (оперативный учёт, регистрация и статистика), капитан государственной безопасности (1938).

## Биография
Родился в русской семье чёрнорабочего. В ВКП(б) с ноября 1926 (член ВЛКСМ с 1924 по 1926). Образование получил в 3-классном городском училище Петербурга с 1911 по 1913, затем окончил 3 класса 4-классного высшего городского училища Петрограда с 1914 по 1917. Учился в Военной автошколе РККА с августа 1922 по сентябрь 1923.
Конторщик в эпидемическом бараке города Баланда с мая 1919 по июнь 1921. Безработный, на иждивении матери в Петрограде с июня 1921 по август 1922. Шофёр в автопарке Петроградского военного округа с сентября 1923 по март 1924. Делопроизводитель отдела Главнауки в Ленинграде с марта 1924 по сентябрь 1927.
В 1927–1928 помощник оперуполномоченного Полномочного Представительства ОГПУ по Ленинградскому Военному округу. В 1928–1931 оперуполномоченный Секретного отдела, затем Секретно-политического отдела Полномочного Представительства ОГПУ по Ленинградскому Военному округу. В 1931–1932 курсант Центральной школы ОГПУ СССР. В 1932–1933 оперуполномоченный Полномочного Представительства ОГПУ по Ленинградскому военному округу. В 1933–1934 заместитель начальника Политотдела Сольцевской МТС по ОГПУ—НКВД. В 1934–1936 райуполномоченный НКВД по Центральному району Ленинграда. В 1936–1937 начальник Куйбышевского райотдела НКВД в Ленинграде, оперуполномоченный 2-го отделения 4-го отдела ГУГБ НКВД СССР. В 1937–1938 помощник начальника 2-го отделения 4-го отдела ГУГБ НКВД СССР. В 1938 помощник начальника 2-го отделения 4-го отдела 1-го управления НКВД СССР, помощник начальника отделения 2-го отдела ГУГБ НКВД СССР. С 23 ноября 1938 заместитель начальника, с 22 декабря начальник 1-го спецотдела НКВД СССР.
Арестованный генерал А. Я. Герцовский в показаниях сообщал:
С ноября 1938 года до декабря 1939 года начальником 1-го спецотдела НКВД СССР работал Петров Георгий, его отчество, кажется, Александрович. До этого Петров работал секретарем у Кобулова, в бытность его работы начальником СПО НКВД СССР. В последних числах ноября 1939 года, в субботу, Петров и его два заместителя — Баштаков, я и помощник Калинин, — в 4 часа ночи, закончив работу, на одной машине поехали домой по своим квартирам. Буквально через час мне позвонил на квартиру дежурный по отделу и сообщил, что Петров скоропостижно умер. Тогда я поехал к нему на квартиру вместе с Баштаковым и начальником секретного отдела Якимец. На квартире Петрова мы застали врача, но было уже поздно — Петров скончался от разрыва сердца еще до нашего приезда. Помимо дежурного врача на квартире Петрова мы застали постоянно лечащего врача Мариупольского.
В связи с этим случаем смерти НКВД СССР производилось расследование. Кто вёл расследование — я не помню. Знаю, что Федотов, ныне начальник 1-го Главного управления МВД СССР, а тогда работавший начальником контрразведывательного управления, участвовал при вскрытии трупа Петрова. Знаю, что при расследовании допрашивались некоторые свидетели, производилась экспертиза. В результате расследования производство по материалам было прекращено, и материалы были сданы в архив, но, насколько я помню, не сразу, а через продолжительный период времени. Как мне теперь припоминается, материалы о скоропостижной смерти Петрова поступили в архив спецотдела от Федотова вместе с материалами о смерти артиста Щукина в 1947 году, когда Федотов из МГБ СССР уходил в Комитет информации.

Не помню точно, примерно в 1948 или 1949 году, бывший министр госбезопасности Абакумов потребовал от меня материалы о смерти Петрова. Я ему их дал, и через некоторое время они снова были возвращены в архив. Вскоре Абакумов потребовал их вторично, и я лично принес ему материалы, сказав, что он уже недавно смотрел эти материалы. Тогда Абакумов сказал мне, что его эти материалы интересуют потому, что Петров умер не сам, а его умертвил Кобулов в связи с тем, что Петров, работая секретарем у Кобулова в СПО, уничтожил много материалов по его указанию. Какие именно материалы были уничтожены Петровым — мне Абакумов не говорил. Абакумов материалы на Петрова оставил у себя, и когда они были возвращены в архив и были ли вообще возвращены в архив — я не знаю. Во всяком случае, эти материалы могли попасть в архив и минуя меня, а если их в архиве нет, то должна быть моя записка о том, что материалы на Петрова переданы Абакумову. Знаю, что лечащий врач Мариупольский в 1940 году был арестован — в связи с чем, не знаю, а затем был расстрелян. Ничего другого по этому поводу я сообщить не могу. Внести необходимую ясность в это дело может Абакумов.

### Звания
- лейтенант ГБ, 23.03.1936;
- старший лейтенант ГБ, 05.11.1937;
- капитан ГБ, 28.12.1938.

### Награды
- знак «Почётный работник ВЧК—ГПУ (XV)», 31.08.1937.

## Публикации
Один из авторов инструкции по оперативному учёту военнопленных в лагерях.